# Maria Clara
Maria da Conceição Ferreira, de seu nome artístico de Maria Clara (Lapa, Lisboa, 5 de Outubro de 1923 – Porto, 1 de Setembro de 2009), foi uma cantora portuguesa.

## Biografia
Maria da Conceição Ferreira nasceu em 5 de Outubro de 1923 na freguesia da Lapa, em Lisboa, filha de Guilherme Ferreira e de sua mulher Sorgue da Conceição Ferreira, doméstica, ambos naturais de Lisboa (ele também da freguesia da Lapa e ela da freguesia de São Mamede).
Começou como amadora no Grupo Dramático e Escolar "Os Combatentes", em Lisboa, onde praticava ténis de mesa. Estreou-se profissionalmente na opereta A Costureirinha da Sé, estreada em 1943 no Porto, da autoria de Arnaldo Leite e Heitor Campos Monteiro, com nomes como António Silva, Josefina Silva, Costinha e António Vilar que também se estreou na mesma produção.
A peça foi um sucesso e a editora Valentim de Carvalho convidou-a para gravar.
Só depois veio a rádio embora tenha sido recusada pela Emissora Nacional. Apenas em 1945 conseguiu convencer o júri da estação com "A Molerinha". Em 1946 recebeu o primeiro prémio do Concurso de Cantadeiras e o primeiro prémio do Concurso de Artistas Ligeiros da Rádio.
Maria Clara representou Portugal num Festival Internacional de Rádio, em Marrocos, em 1953.
A 27 de dezembro de 1948, casou segunda vez civilmente, em Lisboa, com o médico e professor universitário Júlio Machado de Sousa Vaz, neto do antigo Presidente da República, Bernardino Machado. Deste casamento nasceu o futuro médico e sexólogo Júlio Machado Vaz. Foram padrinhos de casamento os pais do noivo e a mãe e o irmão da noiva. Após o casamento, foi viver para a cidade do Porto, no entanto, deslocava-se a Lisboa sempre que o trabalho o exigia e, fora do trabalho, continuava a passar aí grandes temporadas.
Maria Clara foi eleita "Rainha da Rádio" pelos leitores da revista Flama na década de 1960. Participou em espectáculos do Serão para Trabalhadores. Fez também digressões ao Brasil.
Alguns dos seus maiores sucessos são "Figueira da Foz", "Zé Aperta O Laço" e "Hás-de Voltar". Também trabalhou no Teatro de Revista e ficou com o seu nome ligado às Marchas populares de Lisboa, com destaque para a "Marcha do centenário" de 1940.
No cinema participou nos filmes A Revolução de Maio (1937), Três Espelhos (1947) e nos filmes televisivos A Tia Engrácia (1987) e A Relíquia (1988).
Maria Clara morreu, com 85 anos, no dia 1 de Setembro de 2009 no Porto.